# Логи Оулафссон
Логи Оулафссон (исл. Logi Ólafsson; род. 14 ноября 1954, Рейкьявик) — исландский футбольный тренер, тренировал мужскую и женскую национальные сборные.

## Карьера тренера
Логи начал свою карьеру тренера с женской команды клуба «Валюр», тренировал  на протяжении двух сезонов, прежде чем перешёл в клуб «Викингур» (Рейкьявик) в 1990 году, и провёл в нём 2 года. В 1993 году он стал тренером женской национальной сборной Исландии, но оставил пост на следующий год. Затем он провёл сезон в клубе «Акранесе».
Он также тренировал мужскую сборную Исландии в 1996 и 1997 годах, а затем вернулся на пост тренера «Акранеса». С 2000 по 2001 год он был тренером в «Хабнарфьордюре». В 2003 году он вернулся в сборную Исландии, чтобы тренировать сборную, на этот раз совместно с Асгейром Сигурвинссоном.
В 2007 году он возглавил «Рейкьявик», был уволен спустя три года за неудачный старт в чемпионате. В 2010 году подписал контракт с клубом «Сельфосс», тренировал там в течение трех сезонов. В 2013 году он перешёл сезон в клуб «Стьярнан».